# 슬라이더 (야구)

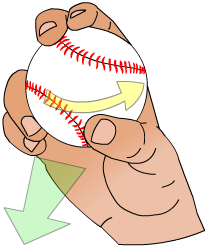
슬라이더의 공 잡는 법 ①

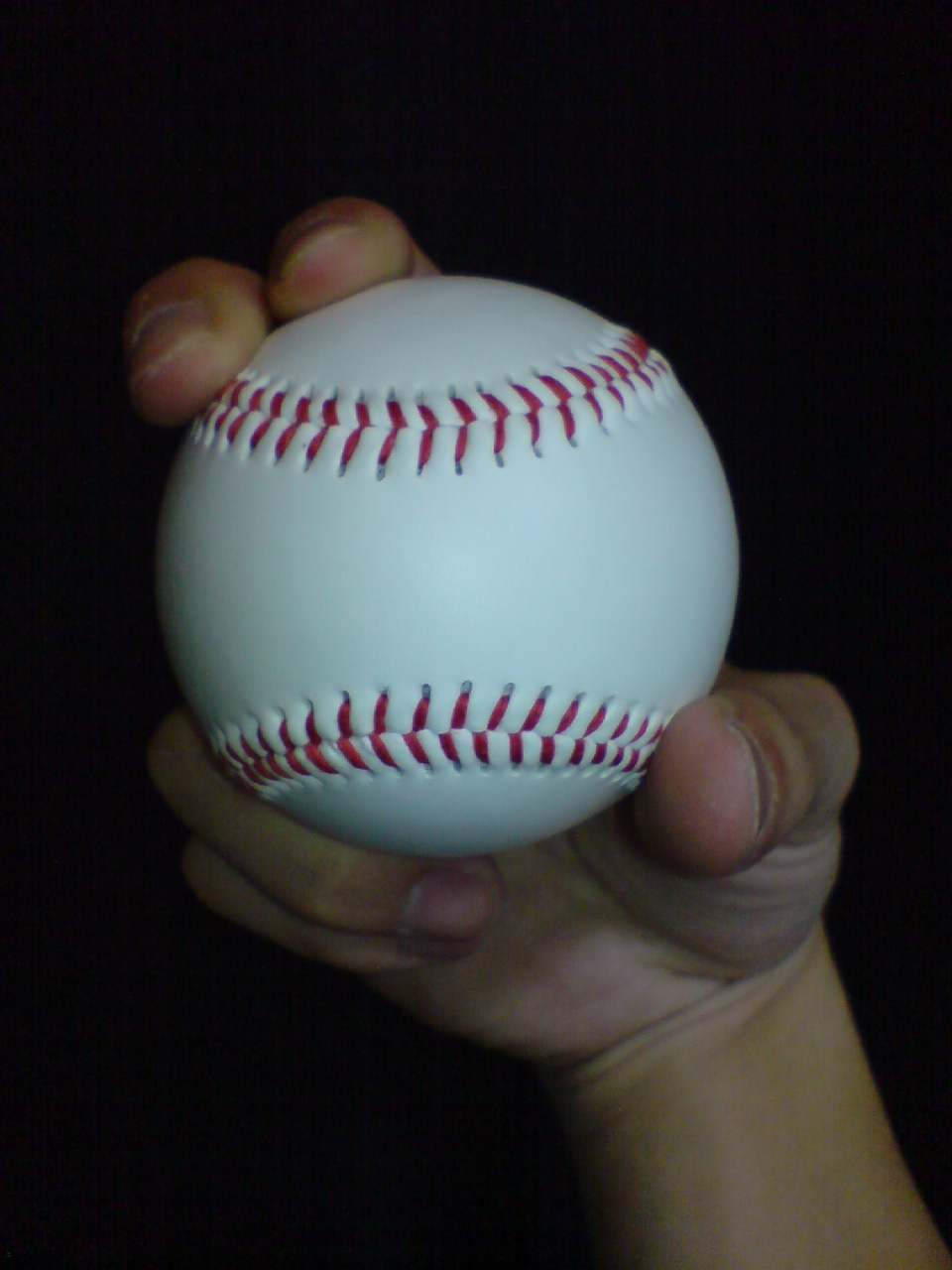
슬라이더의 공 잡는 법 ②

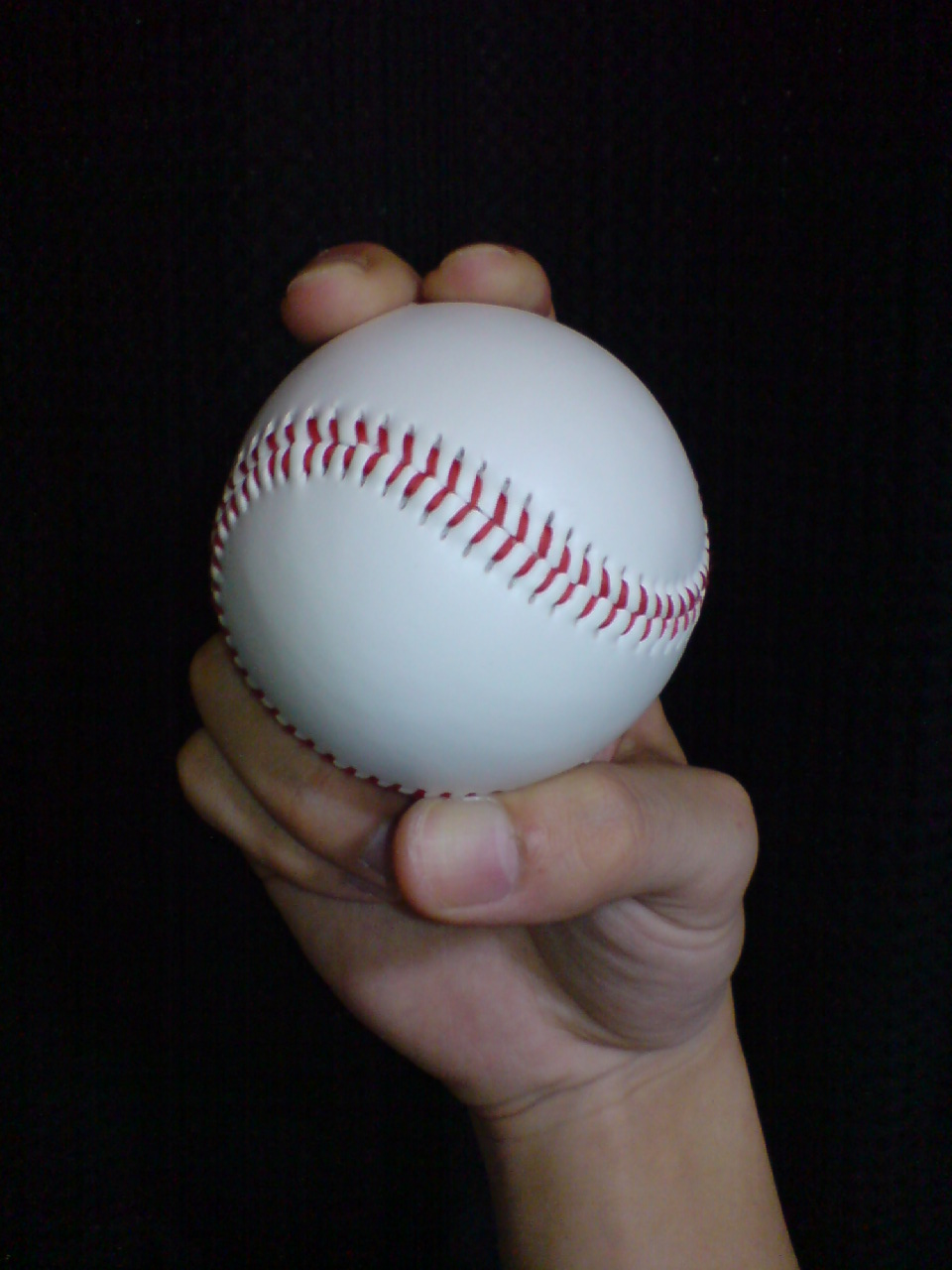
종(縱) 슬라이더의 공 잡는 법

슬라이더(Slider)는 야구에서 투구의 구종 중 하나다. 우완투수 기준 왼쪽으로 또는 아랫쪽으로 휘어지는 투구의 구종으로 속력은 속구보다 느리지만 커브보다 빠르다. 즉 단어의 의미대로 공이 거의 직선으로 날아가다가 미끄러지듯이 휘어져 나가는 구질이다.

## 특징
슬라이더는 변화구의 한 종류이며 변화구 중에서도 비교적 빠른 공에 속한다. 비슷한 코스로 공이 날아가지만 휘어지는 지점과 구속의 정도에 따라 직구가 아닌 변화구로 분류되는 구종이 있기 때문에 종종 슬라이더와 혼동할 수 있다. 비슷한 구종의 변화구로는 커터와 스플리터 등이 있다. 특히 커터의 경우는 슬라이더와 쥐는 법도 흡사하다.
여러 변화구들 중 슬라이더는 가장 보편적인 변화구로서 거의 모든 투수들이 기본적으로 구사한다고 인식되는 구종이기도 하다.
프로 야구 투수들은 대개 130 km/h 대의 슬라이더를 던지며 140 km/h 대의 슬라이더를 던지면 대단히 좋은 투구라 평가하는데(다만 노아 신더가드는 슬라이더로 153 km/h 라는 구속을 던진적도 있다...), 이는 포심 패스트볼과의 체감 속도 차이가 거의 없고, 타자가 속도를 적응하더라도 공을 맞추려 배트를 컨트롤하면서 타격 밸런스가 무너지기 때문이다. 내야수들은 배터리가 슬라이더를 주고 받겠다는 사인이 나오면 그것을 보고 수비 위치를 조절하기도 한다.
슬라이더는 너무 많이 던질 경우 팔꿈치에 무리가 갈 수 있으므로 적절한 공 배합으로 투구하는 것이 중요하다.

## 쥐는 법
포심 패스트볼의 공 잡는 법에서 검지와 중지를 공의 무게 중심에서 약간 바깥쪽으로 치우치게 쥔다. 투구 동작은 포심 패스트볼을 던질 때와 동일하다. 공을 놓는 순간에는 검지보다 중지와 엄지에 특히 힘을 준다. 우완이든 좌완이든 투수 입장에서 마치 문고리를 잡고 열듯 공에 회전을 주는 것이 가장 확실한 방법이지만 프로 선수가 아닌 이상 팔꿈치에 무리를 가해지기 때문에 매우 던지기 어렵다. 회전을 거는 것이 어렵다면 던지는 팔이 포심 패스트볼 때와는 달리 최대한 몸쪽 방향으로 손이 오도록 횡축으로 투구 함으로 슬라이더 궤적을 낼 수 있다. 포심 패스트볼과는 달리 공의 {\displaystyle 1/3} 정도를 비스듬히 쥐는 이런 그립이 널리 알려져 있지만 실제 경기 시에는 제각기 다른 슬라이더 그립이 사용되고 있으며 손가락에 힘을 가하는 방법과 세기 역시 다르다.

## 세부 종류
일반적인 슬라이더는 우완 투수가 던질 때 투수 기준으로 7~8시 방향, 좌완 투수가 던질 때 투수 기준으로 4~5시 방향으로 공이 흘러나가듯 떨어진다.
슬라이더의 하위 분류로는 "종(縱) 슬라이더"와 "횡(橫) 슬라이더"가 있다. 우완 투수가 종 슬라이더를 던지는 경우 6~7시 방향으로 공이 떨어지며, 좌완 투수의 경우에는 5~6시 방향으로 공이 떨어진다. 때론 포크볼과 흡사할 정도로 6시 방향으로 크게 낙하하는 종 슬라이더도 있다.
날아가는 공이 거의 수평으로 휘어지는 횡 슬라이더의 경우 우완 투수일 때 9시 방향, 좌완 투수일 때 3시 방향으로 공이 휘어져 나간다.
슬라이더의 하위 종류에는 종 슬라이더와 횡 슬라이더 외에, 커브볼과 슬라이더의 중간 형태인 "슬러브 (Slurve)" 등도 있다.

## 주요선수
슬라이더를 잘 던지는 선수는 랜디존슨과 커쇼, 윤석민, 김광현, 조용준, 선동열, 김병현, 다르빗슈 유, 배영수, 차즈 로, 염종석, 안우진이다. 전 야구선수 박명환은 탈삼진의 절반 이상을 슬라이더로 잡았다고 한다.